# Presidente Carlos Ibáñez del Campo International Airport
Presidente Carlos Ibáñez del Campo International Airport är en flygplats i Chile.   Den ligger i provinsen Provincia de Magallanes och regionen Región de Magallanes y de la Antártica Chilena, i den södra delen av landet, 2 200 km söder om huvudstaden Santiago de Chile. Presidente Carlos Ibáñez del Campo International Airport ligger 42 meter över havet.
Terrängen runt Presidente Carlos Ibáñez del Campo International Airport är huvudsakligen platt, men åt sydväst är den kuperad. Havet är nära Presidente Carlos Ibáñez del Campo International Airport österut. Närmaste större samhälle är Punta Arenas, 17,3 km söder om Presidente Carlos Ibáñez del Campo International Airport. 
Trakten runt Presidente Carlos Ibáñez del Campo International Airport består i huvudsak av gräsmarker.